# Santi Francesco e Caterina Patroni d'Italia
Santi Francesco e Caterina Patroni d'Italia, även benämnd Santi Patroni d'Italia, är en kyrkobyggnad i Rom, helgad åt de heliga Franciskus av Assisi och Katarina av Siena – Italiens skyddspatroner. Kyrkan är belägen vid Circonvallazione Gianicolense i quartiere Gianicolense och tillhör församlingen Santi Francesco e Caterina Patroni d'Italia.
Till församlingen hör även Santa Teresa delle Suore Carmelitane Missionarie Teresiane och Cappella dell'istituto scolastico San Gaetano delle Suore Orsoline di Maria Vergine Immacolata – Gandino.

## Historia
Kyrkan uppfördes 1942 efter ritningar av arkitekten Tullio Rossi.

## Kommunikationer
- Busshållplats Gianicolense/Stazione Trastevere – Roms bussnät
- Spårvagnshållplats Stazione Trastevere – Roms spårväg